# 东北南星
东北南星（学名：Arisaema amurense）为天南星科天南星属的植物。分布在朝鲜、俄罗斯远东地区、日本以及中国大陆的黑龙江、吉林、辽宁、北京、河北、河南、山东、山西、内蒙古、陕西、宁夏等地，生长于海拔50米至1,200米的地区，多生长于林下和沟旁。

## 别名
- 长虫苞米、山苞米、天南星（辽宁）
- 大参（吉林延边）
- 天老星（东北）
- 虎掌（山西）

## 种下等级
- Arisaema amurense Maxim. f. purpureum (Nakai) Kitag.
- Arisaema amurense Maxim. var. serratum (Nakai) Kitag.
- Arisaema amurense Maxim. var. violaceum (Engl.) Kitag.